# Brandau (Modautal)

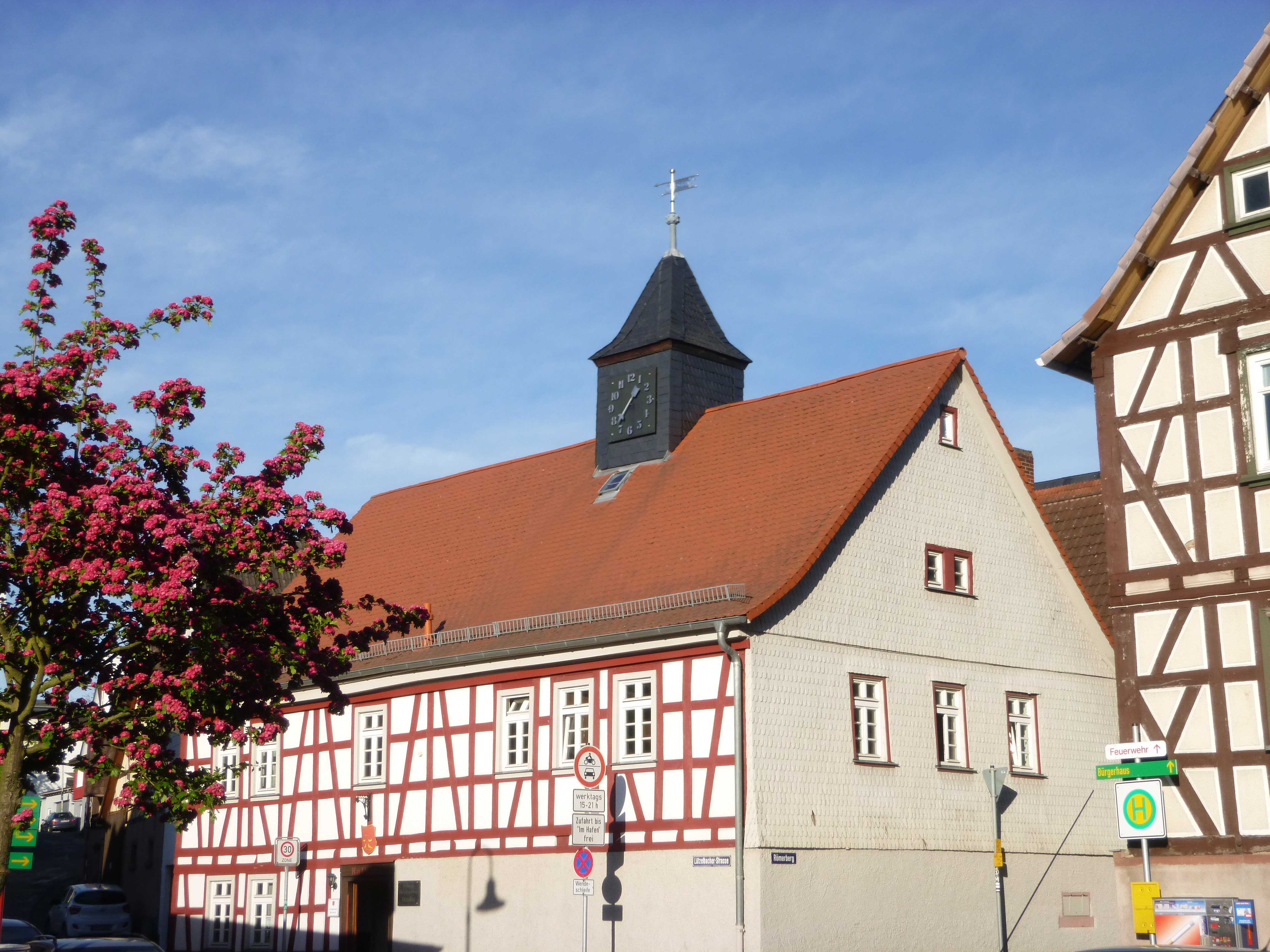
Altes Rathaus (2015)

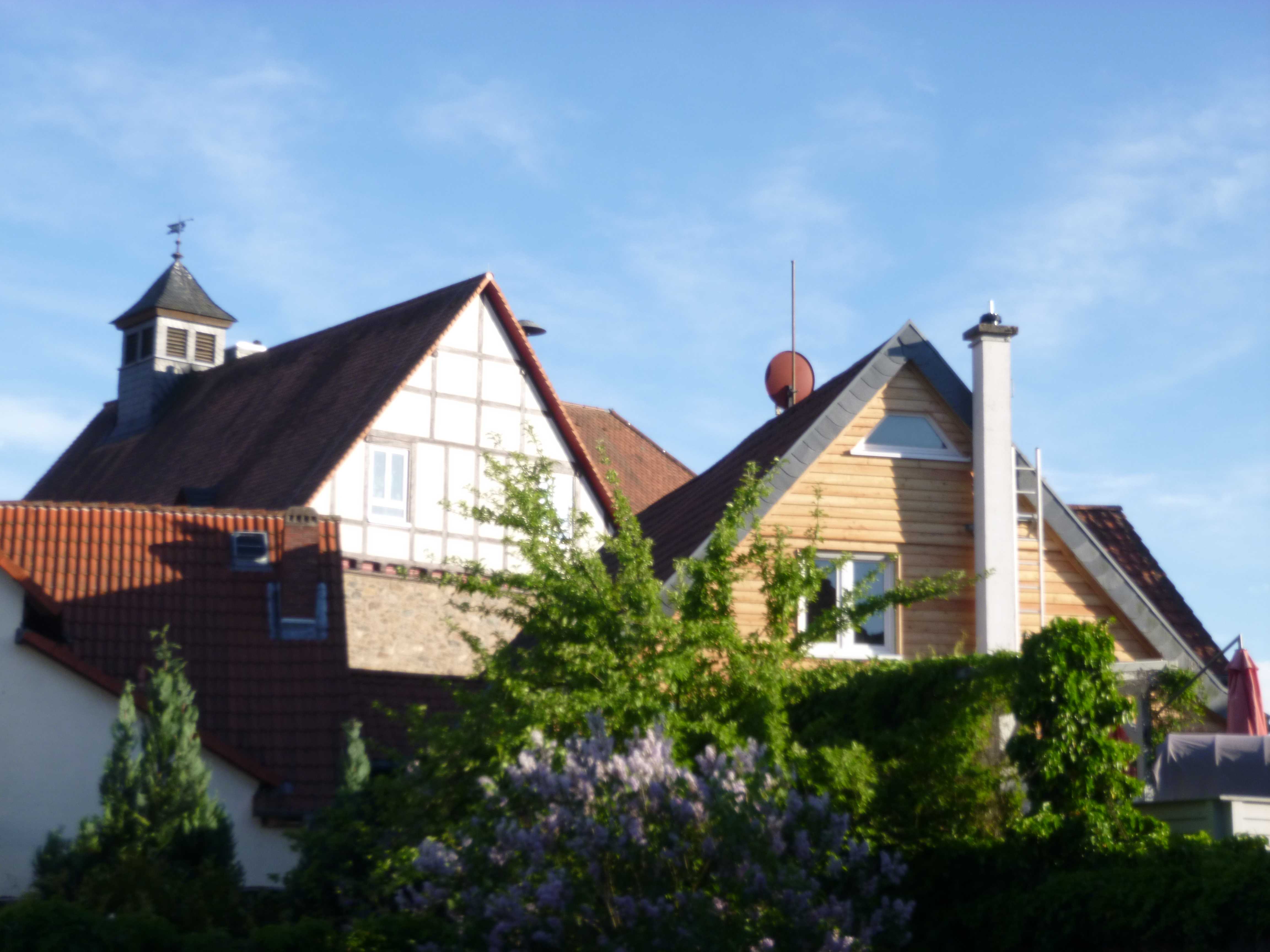
Brandau (2015)

Brandau (im lokalen Dialekt: Branne) ist der größte Ortsteil der Gemeinde Modautal im südhessischen Landkreis Darmstadt-Dieburg und Sitz der Gemeindeverwaltung.

## Geographie
Brandau liegt im vorderen Odenwald an der oberen Modau, ca. 16 km südöstlich von Darmstadt. Im Ort treffen sich die Landesstraßen 3099 und 3102. Westlich von Brandau befindet sich ein Ehrenfriedhof für Kriegstote vieler Nationen.
Der Ortsteil Brandau besteht aus der Gemarkung Brandau.
In der Gemarkung Brandau liegen die folgenden aktuellen bzw. historischen Siedlungsplätze:
- Hof In den Bronwiesen[5]
- Gewerbesiedlung Steinbruch[6]

## Geschichte

### Ortsgeschichte
Das Dorf wurde im Jahre 1346 erstmals urkundlich erwähnt, als Heinrich von Rodenstein seinen Besitz in Brandau wiedereinlöslich an Graf Wilhelm von Katzenelnbogen verkauft. Weitere Erwähnungen erfolgten unter den Ortsnamen (in Klammern das Jahr der Erwähnung): Branda (1346), Branda (1403), Brandau (1405), Brandaw (1423), Brandauwe (1424), Brandauwe (1457) und Brandau (1750).
1392 wird Brandau unter den Katzenelbogischen Lehnsgütern geführt. 1480 wird Brandau als hessisches Lehen an die Vettern Erkinger und Hans von Rodenstein ausgegeben. 1565 fallen nach dem Tode des Philipp Kalb von Reinheim die Kalbschen Lehen an Hessen heim. Ende des 16. Jahrhunderts steht das Dorf den Herren von Rodenstein Mosbach und Kalb zu, wogegen der Landgraf von Hessen die hohe Landes- und centbare Obrigkeit innehat.
Brandau lag im Gerichtsbezirk der Zent Oberramstadt. Die Zent war in sogenannte „Reiswagen“ eingeteilt, denen jeweils ein Oberschultheiß vorstand, die dem Zentgrafen unterstellt waren. Dieser Bezirk hatte einen Frachtwagen (Reiswagen) einschließlich Zugtieren und Fuhrknechten für Feldzüge bereitzustellen. Brandau gehörte zum „Brandauer Reiswagen“, dem auch noch die Orte Neunkirchen, Allertshofen, Hoxhohl, Herchenrod, Lützelbach, Ernsthofen, Neutsch, Klein-Bieberau  und Webern angehörten. Die gesamte Zent Oberramstadt war dem Amt Lichtenberg zugeteilt. Diese Einteilung bestand noch bis zum Beginn des 19. Jahrhunderts.
Die Statistisch-topographisch-historische Beschreibung des Großherzogthums Hessen berichtet 1829 über Brandau:

„Brandau (L. Bez. Reinheim) luth. Filialdorf; liegt 3 1⁄4 St. von Reinheim, auf zwei Seiten eines Wiesengrundes an dem Modaubach, hat 86 Häuser und 573 Einw., die bis auf 3 Reform. alle lutherisch sind. Unter denselben sind 20 Bauern, 36 Handwerker und 23 Taglöhner. Man findet 2 Mahlmühlen und 2 Ziegelhütten. – In den Jahren 1346 und 1347 verpfändeten Heinrich und Erkinger von Rodenstein ihr ganzes Eigenthum an diesem Orte an Wilhelm II., Grafen von Katzenellenbogen. Diese Pfandschaft ist indessen nie abgelößt worden. Die Rodensteiner, die Kalben von Reinheim und die Mosbach von Lindenfels, waren zugleich Gerichtsherrn. Das Dorf hatte 1440 über 20 Hubenleute; hier war eine eigene Kapelle, welche später verfallen war, und 1824 verkauft wurde.“

Hessische Gebietsreform (1970–1977)
Im Zuge der Gebietsreform in Hessen wurden zum 31. Dezember 1971 die Gemeinden Lützelbach und Neunkirchen auf freiwilliger Basis in die Gemeinde Brandau eingemeindet. Zum 1. Januar 1977 erfolgte kraft Landesgesetz der Zusammenschluss mit der am 1. April 1971 gebildeten Gemeinde Modautal und weiteren Gemeinden zur neuen Gemeinde Modautal. Dabei wurden Brandau, Lützelbach und Neunkirchen Ortsteile der Gemeinde Modautal. Für die drei Ortsteile wurde je ein Ortsbezirk gebildet. Sitz der Gemeindeverwaltung wurde Brandau.

### Verwaltungsgeschichte im Überblick
Die folgende Liste zeigt die Staaten und Verwaltungseinheiten, denen Brandau angehört(e):
- 1457: Heiliges Römisches Reich, Rodensteiner Mark
- vor 1479: Heiliges Römisches Reich, Grafschaft Katzenelnbogen, Obergrafschaft Katzenelnbogen
- ab 1479: Heiliges Römisches Reich, Landgrafschaft Hessen (durch Erbfall), Obergrafschaft Katzenelnbogen
- ab 1567: Heiliges Römisches Reich, Landgrafschaft Hessen-Darmstadt, Obergrafschaft Katzenelnbogen, (1787): Amt Lichtenberg, Zent Oberramstadt, Brandauer Reiswagen
- ab 1803: Heiliges Römisches Reich, Landgrafschaft Hessen-Darmstadt, Fürstentum Starkenburg, Amt Lichtenberg
- ab 1806: Großherzogtum Hessen,[Anm. 2] Fürstentum Starkenburg, Amt Lichtenberg
- ab 1815: Großherzogtum Hessen[Anm. 3], Provinz Starkenburg, Amt Lichtenberg
- ab 1821: Großherzogtum Hessen, Provinz Starkenburg, Landratsbezirk Reinheim[Anm. 4]
- ab 1832: Großherzogtum Hessen, Provinz Starkenburg, Kreis Dieburg
- ab 1848: Großherzogtum Hessen, Regierungsbezirk Dieburg
- ab 1852: Großherzogtum Hessen, Provinz Starkenburg, Kreis Dieburg
- ab 1871: Deutsches Reich, Großherzogtum Hessen, Provinz Starkenburg, Kreis Dieburg
- ab 1918: Deutsches Reich (Weimarer Republik), Volksstaat Hessen, Provinz Starkenburg, Kreis Dieburg
- ab 1938: Deutsches Reich, Volksstaat Hessen, Landkreis Darmstadt[14][Anm. 5]
- ab 1945: Deutsches Reich, Amerikanische Besatzungszone,[Anm. 6] Groß-Hessen, Regierungsbezirk Darmstadt, Landkreis Darmstadt
- ab 1946: Deutsches Reich, Amerikanische Besatzungszone, Hessen, Regierungsbezirk Darmstadt, Landkreis Darmstadt
- ab 1949: Bundesrepublik Deutschland, Hessen, Regierungsbezirk Darmstadt, Landkreis Darmstadt
- ab 1977: Bundesrepublik Deutschland, Hessen, Regierungsbezirk Darmstadt, Landkreis Darmstadt-Dieburg, Gemeinde Modautal[Anm. 7]

### Gerichte
Brandau gehörte zur Zentgericht Oberramstadt. In der Landgrafschaft Hessen-Darmstadt wurde mit Ausführungsverordnung vom 9. Dezember 1803 das Gerichtswesen neu organisiert. Für das Fürstentum Starkenburg wurde das „Hofgericht Darmstadt“ als Gericht der zweiten Instanz eingerichtet. Die Rechtsprechung der ersten Instanz wurde durch die Ämter bzw. Standesherren vorgenommen.
Damit war für Brandau das Amt Lichtenberg zuständig. Das Hofgericht war für normale bürgerliche Streitsachen Gericht der zweiten Instanz, für standesherrliche Familienrechtssachen und Kriminalfälle die erste Instanz. Übergeordnet war das Oberappellationsgericht Darmstadt. Die Zentgerichte hatten damit ihre Funktion verloren.
Mit Bildung der Landgerichte im Großherzogtum Hessen war ab 1821 das Landgericht Lichtenberg das Gericht erster Instanz, zweite Instanz war das Hofgericht Darmstadt. Es folgten:
- ab 1848: Landgericht Reinheim (Verlegung nach Reinheim), zweite Instanz: Hofgericht Darmstadt
- ab 1879: Amtsgericht Reinheim, zweite Instanz: Landgericht Darmstadt
- ab 1968: Amtsgericht Darmstadt mit der Auflösung des Amtsgerichts Reinheim, zweite Instanz: Landgericht Darmstadt

## Bevölkerung

### Einwohnerstruktur 2011
Nach den Erhebungen des Zensus 2011 lebten am Stichtag, dem 9. Mai 2011 in Brandau 1374 Einwohner. Darunter waren 48 (3,5 %) Ausländer. Nach dem Lebensalter waren 255 Einwohner unter 18 Jahren, 579 zwischen 18 und 49, 309 zwischen 50 und 64 und 281 Einwohner waren älter. Die Einwohner lebten in 564 Haushalten. Davon waren 138 Singlehaushalte, 192 Paare ohne Kinder und 180 Paare mit Kindern, sowie 42 Alleinerziehende und 9 Wohngemeinschaften. In 123 Haushalten lebten ausschließlich Senioren und in 357 Haushaltungen lebten keine Senioren.

### Einwohnerentwicklung
| • 1440: | über 20 Hubenleute        |
| • 1629: | 055 Hausgesesse           |
| • 1806: | 479 Einwohner, 70 Häuser  |
| • 1829: | 573 Einwohner, 86 Häuser  |
| • 1867: | 698 Einwohner, 103 Häuser |

| Brandau: Einwohnerzahlen von 1791 bis 2024 | Brandau: Einwohnerzahlen von 1791 bis 2024 | Brandau: Einwohnerzahlen von 1791 bis 2024 | Brandau: Einwohnerzahlen von 1791 bis 2024 | Brandau: Einwohnerzahlen von 1791 bis 2024 |
| --- | ------------------------------------------ | ------------------------------------------ | ------------------------------------------ | ------------------------------------------ |
| Jahr |                                            |                                            |                                            | Einwohner                                  |
| 1791 | 1791                                       |                                            | 395                                        | 395                                        |
| 1800 | 1800                                       |                                            | 405                                        | 405                                        |
| 1806 | 1806                                       |                                            | 479                                        | 479                                        |
| 1829 | 1829                                       |                                            | 573                                        | 573                                        |
| 1834 | 1834                                       |                                            | 569                                        | 569                                        |
| 1840 | 1840                                       |                                            | 610                                        | 610                                        |
| 1846 | 1846                                       |                                            | 651                                        | 651                                        |
| 1852 | 1852                                       |                                            | 639                                        | 639                                        |
| 1858 | 1858                                       |                                            | 614                                        | 614                                        |
| 1864 | 1864                                       |                                            | 684                                        | 684                                        |
| 1871 | 1871                                       |                                            | 720                                        | 720                                        |
| 1875 | 1875                                       |                                            | 775                                        | 775                                        |
| 1885 | 1885                                       |                                            | 771                                        | 771                                        |
| 1895 | 1895                                       |                                            | 750                                        | 750                                        |
| 1905 | 1905                                       |                                            | 687                                        | 687                                        |
| 1910 | 1910                                       |                                            | 701                                        | 701                                        |
| 1925 | 1925                                       |                                            | 698                                        | 698                                        |
| 1939 | 1939                                       |                                            | 693                                        | 693                                        |
| 1946 | 1946                                       |                                            | 1.119                                      | 1.119                                      |
| 1950 | 1950                                       |                                            | 1.045                                      | 1.045                                      |
| 1956 | 1956                                       |                                            | 929                                        | 929                                        |
| 1961 | 1961                                       |                                            | 950                                        | 950                                        |
| 1967 | 1967                                       |                                            | 1.035                                      | 1.035                                      |
| 1970 | 1970                                       |                                            | 1.037                                      | 1.037                                      |
| 1980 | 1980                                       |                                            | ?                                          | ?                                          |
| 1990 | 1990                                       |                                            | ?                                          | ?                                          |
| 2000 | 2000                                       |                                            | ?                                          | ?                                          |
| 2007 | 2007                                       |                                            | 1.326                                      | 1.326                                      |
| 2010 | 2010                                       |                                            | 1.358                                      | 1.358                                      |
| 2011 | 2011                                       |                                            | 1.374                                      | 1.374                                      |
| 2015 | 2015                                       |                                            | 1.324                                      | 1.324                                      |
| 2020 | 2020                                       |                                            | 1.281                                      | 1.281                                      |
| 2024 | 2024                                       |                                            | 1.254                                      | 1.254                                      |
| Datenquelle: Historisches Gemeindeverzeichnis für Hessen: Die Bevölkerung der Gemeinden 1834 bis 1967. Wiesbaden: Hessisches Statistisches Landesamt, 1968. Weitere Quellen: LAGIS; 1791; 1800, Gemeinde Modautal:; Zensus 2011 |                                            |                                            |                                            |                                            |

### Historische Religionszugehörigkeit
| • 1829: | 570 lutheranische (= 99,48 %), 3 reformierte (= 0,52 %) Einwohner   |
| • 1961: | 766 evangelische (= 80,63 %), 171 katholische (= 18,00 %) Einwohner |

## Politik
Für Brandau besteht ein Ortsbezirk (Gebiete der ehemaligen Gemeinde Brandau) mit Ortsbeirat und Ortsvorsteher nach der Hessischen Gemeindeordnung.
Der Ortsbeirat besteht aus neun Mitgliedern. Bei den Kommunalwahlen in Hessen 2021 betrug die Wahlbeteiligung zum Ortsbeirat Brandau 63,02 %. Alle Kandidaten gehörten der Bürgerliste Brandau an. Der Ortsbeirat wählte Michael Bormuth zum Ortsvorsteher.

## Kultur und Sehenswürdigkeiten

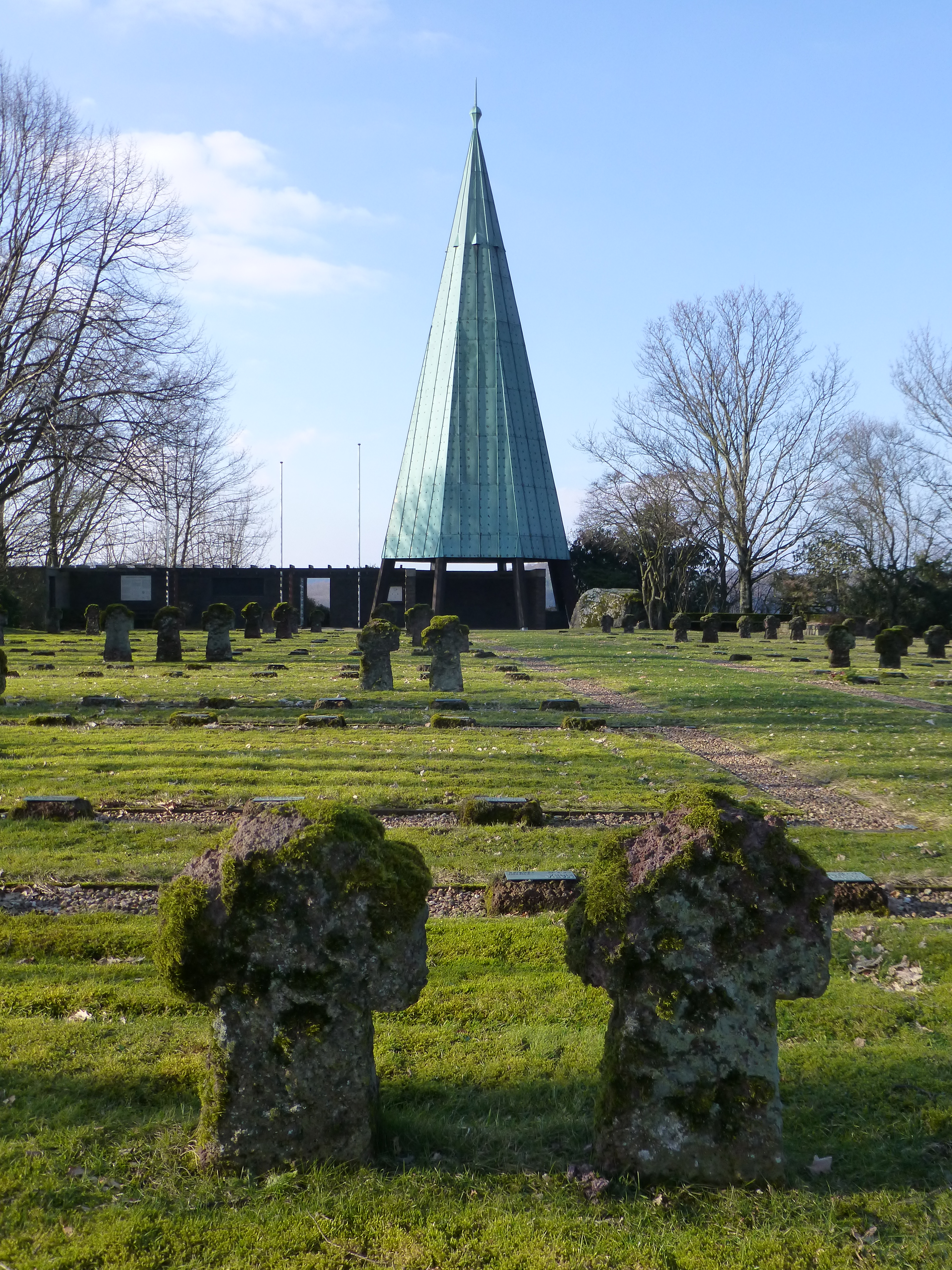
Kriegsgräberstätte bei Brandau

### Bauwerke
- Die Neumühle, eine wasserbetriebene Mühle mit dem größten Mühlrad im vorderen Odenwald
- Die Turmuhr mit nur einem Zeiger (auf dem alten Rathaus)
- Der mit Kupferblech verkleidete Turm der Kriegsgräberstätte mit Opfern der beiden Weltkriege auf dem Geisberg[23]

### Regelmäßige Veranstaltungen
- September: Kerb[24]